# Jerònim d'Arcàdia
Jerònim d'Arcàdia (Hieronymus, Ἱερώνυμος) fou un polític arcadi a qui Demòstenes va tirar en cara haver traït els interessos del seu país a favor del rei Filip II de Macedònia, que l'havia subornat. Polibi en canvi defensa la seva actuació en una elaborada defensa (Polybius 17.14).